# NHK特集 ルーブル美術館
『NHK特集・ルーブル美術館』（NHKとくしゅう ルーブルびじゅつかん）は、NHKとフランスの民間テレビ局TF1の共同制作で、1985年4月から1986年4月にかけてNHK総合テレビの『NHK特集』枠で放送された番組で、制作期間は3年かかった。ルーブル美術館に収蔵される様々な収蔵物とその背景を解説している。
日本から中村敦夫と島田陽子が案内した。
番組のテーマ曲はエンニオ・モリコーネが作曲を担当した「永遠のモナ・リザ」で、本来はイタリア映画レディ・カリフ（原題　it:La Califfa）に使用された楽曲を一部編集していた。　番組内の音楽は全てエンニオ・モリコーネの曲が使用されているが、当該番組用に作曲されたものは無く、前述のレディ・カリフもしくはある愛の断層（原題　it:Questa specie d'amore）等の以前の映画用の楽曲を流用している。
放映は全10回。毎回、男女俳優2名のキャスティングで芸術作品や歴史的背景を説明しつつ、別途ナレーションも入る。
VHSおよびレーザーディスクにて映像ソフト化されているが、DVDおよびブルーレイでは発売されていない。

## 放送内容
第1回 神なる王・ファラオの時代〜古代エジプト〜
1985年4月28日放送。出演はレイモン・ジェロームとデボラ・カー、そして書記座像(声：宇野重吉)が古代エジプトの世界を語る。
第2回 メソポタミア・流砂の興亡〜古代オリエント〜
1985年5月26日放送。出演は中村敦夫と島田陽子、メソポタミアの地に生まれた様々な文明の収蔵物を案内する。
第3回 ビーナスの微笑〜古代ギリシャ〜
1985年6月30日放送。出演はダーク・ボガードとシャーロット・ランプリング、ミロのヴィーナスを解説している。
第4回 皇帝たちの光芒〜古代ローマ〜
1985年7月28日放送。出演はジャン＝クロード・ブリアリとイザベル・ユペール。
第5回 大聖堂の時代〜中世ヨーロッパ〜
1985年8月25日放送。出演はジャン・ロシュフォールとデボラ・カー。
第6回 花開くルネサンス〜ルネサンス〜
1985年9月29日放送。出演は中村敦夫と島田陽子。
第7回 北方ルネサンスのきらめき〜北方ルネサンス〜
1985年10月27日放送。出演はジャン＝クロード・ブリアリとイザベル・ユペール。
第8回 巨匠たちの饗宴〜盛期ルネサンス〜
1985年11月24日放送。出演はジャン・ロシュフォールとデボラ・カー。
第9回 光と影の王国〜スペイン黄金時代〜
1985年12月29日放送。出演はレイモン・ジェロームとジャンヌ・モロー。
第10回 バロックの峰〜ルーベンスとレンブラント〜
1986年1月26日放送。出演はダーク・ボガードとシャーロット・ランプリング。
第11回 太陽王の世紀〜ルイ14世とベルサイユ〜
1986年2月23日放送。出演はジャン・ロシュフォールとデボラ・カー。
第12回 ロココの華〜ルイ15世の時代〜
1986年3月30日放送。出演はジャン・ロシュフォールとデボラ・カー。
第13回 ロマン派宣言〜激動の19世紀〜
1986年4月20日放送。出演は中村敦夫と島田陽子、紹介される一部収蔵物はその後オルセー美術館へ移動され、現在と異なる。